# Mike Di Meglio

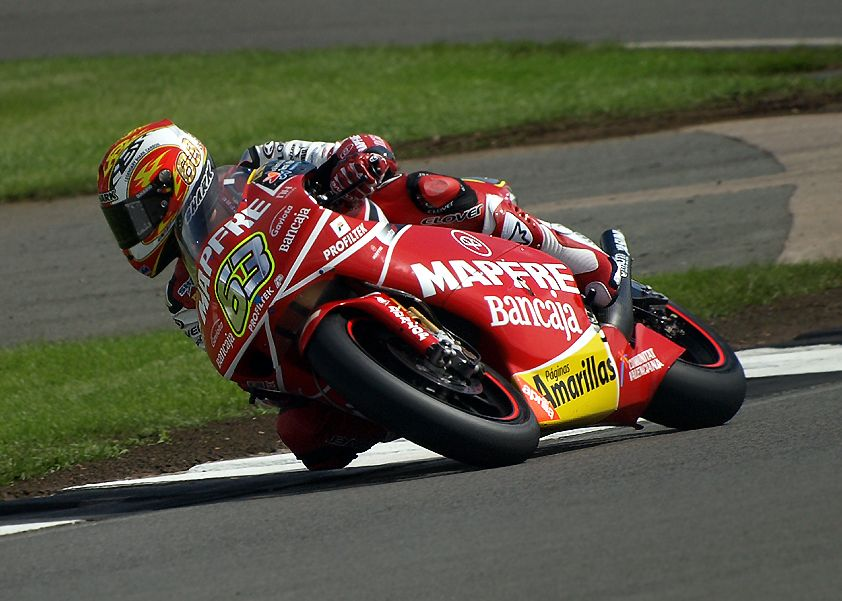
Di Meglio 2009 auf 250-cm³-Aprilia

Mickaël „Mike“ Di Meglio (* 17. Januar 1988 in Toulouse, Frankreich) ist ein französischer Motorradrennfahrer.
In der Saison 2008 gewann er auf Derbi in der Klasse bis 125 cm³ der Motorrad-Weltmeisterschaft den WM-Titel.

## Karriere
Mike Di Meglio debütierte 2003 auf Honda in der 125-cm³-Klasse der Motorrad-WM. Beim Großen Preis der Türkei 2005 errang er seinen ersten Grand-Prix-Sieg. 2006 belegte Di Meglio den 25. Gesamtrang in der 125er-Klasse, 2007 wurde er 17. der Fahrer-WM.
Zur Saison 2008 wechselte Mike Di Meglio ins finnische Team Ajo Motorsport, für das er auf Derbi an den Start ging. Der Franzose feierte Siege in Frankreich, Katalonien, Deutschland und Australien und sicherte sich im drittletzten Saisonlauf den 125-cm³-WM-Titel.
In der Saison 2010 trat Mike Di Meglio zusammen mit Julián Simón für das Aspar Team in der neu geschaffenen Moto2-Klasse an.
Seit 2019 fährt Di Meglio wieder in der Weltmeisterschaft im neu geschaffenen MotoE World Cup. Erstmals seit 2008 gewann er wieder einen Weltmeisterschaftslauf und schloss den Cup als Fünfter ab. 2020 verbessert sich Di Meglio, obwohl ihm kein Sieg gelang, auf Platz vier.

## Statistik

### Erfolge
- 2008 – 125-cm³-Weltmeister auf Derbi
- 2017 – Bol-d’Or-Sieger zusammen mit David Checa und Niccolò Canepa auf Yamaha
- 2018 – Bol-d’Or-Sieger zusammen mit Freddy Foray und Josh Hook auf Suzuki
- 5 Grand-Prix-Siege

### In der Motorrad-Weltmeisterschaft
| Saison | Klasse  | Team                        | Motorrad    | Rennen | Rennen | Siege | Podien | Poles | Punkte | Punkte | Ergebnis    |
| ------ | ------- | --------------------------- | ----------- | ------ | ------ | ----- | ------ | ----- | ------ | ------ | ----------- |
| 2003   | 125 cm³ | Freesoul Racing Team        | Aprilia     | 10     | 15     | –     | –      | –     | 5      | 5      | 28.         |
| 2003   | 125 cm³ | MetaSystem Rg Service       | Honda       | 5      | 15     | –     | –      | –     | 5      | 5      | 28.         |
| 2004   | 125 cm³ | Globet.com Racing           | Aprilia     | 14     | 14     | –     | –      | –     | 41     | 41     | 18.         |
| 2005   | 125 cm³ | Kopron Racing World         | Honda       | 16     | 16     | 1     | 2      | –     | 104    | 104    | 11.         |
| 2006   | 125 cm³ | FFM Honda GP 125            | Honda       | 14     | 14     | –     | –      | –     | 8      | 8      | 25.         |
| 2007   | 125 cm³ | Kopron Team Scot            | Honda       | 15     | 15     | –     | –      | –     | 42     | 42     | 17.         |
| 2008   | 125 cm³ | Ajo Motorsport              | Derbi       | 17     | 17     | 4     | 9      | 2     | 264    | 264    | Weltmeister |
| 2009   | 250 cm³ | Mapfre Aspar Team           | Aprilia     | 16     | 16     | –     | 2      | 1     | 107    | 107    | 8.          |
| 2010   | Moto2   | Mapfre Aspar Team           | RSV         | 2      | 16     | –     | –      | –     | 34     | 34     | 20.         |
| 2010   | Moto2   | Mapfre Aspar Team           | Suter       | 14     | 16     | –     | –      | –     | 34     | 34     | 20.         |
| 2011   | Moto2   | Tech 3 Racing               | Tech 3      | 17     | 17     | –     | –      | –     | 30     | 30     | 23.         |
| 2012   | Moto2   | SMaster Speed Up            | Speed Up    | 7      | 16     | –     | –      | –     | 10     | 17     | 22.         |
| 2012   | Moto2   | Cresto Guide MZ Racing Team | MZ-RE-Honda | 3      | 16     | –     | –      | –     | –      | 17     | 22.         |
| 2012   | Moto2   | Kiefer Racing               | Kalex       | 6      | 16     | –     | –      | –     | 7      | 17     | 22.         |
| 2013   | Moto2   | JiR                         | Motobi      | 10     | 10     | –     | –      | –     | 19     | 19     | 20.         |
| 2014   | MotoGP  | Avintia Racing              | Avintia     | 18     | 18     | –     | –      | –     | 9      | 9      | 25.         |
| 2015   | MotoGP  | Avintia Racing              | Ducati      | 18     | 18     | –     | –      | –     | 8      | 8      | 24.         |
| Gesamt | Gesamt  | Gesamt                      | Gesamt      | 202    | 202    | 5     | 13     | 3     | 688    | 688    |             |

Grand-Prix-Siege
| Saison | Klasse  | Rennen                                       |
| ------ | ------- | -------------------------------------------- |
| 2007   | 125 cm³ | Turkei                                       |
| 2008   | 125 cm³ | Frankreich Katalonien Deutschland Australien |

### Im MotoE World Cup
| Saison | Team            | Motorrad | Rennen | Siege | Zweiter | Dritter | Poles | Schn. Runden | Punkte | Ergebnis |
| ------ | --------------- | -------- | ------ | ----- | ------- | ------- | ----- | ------------ | ------ | -------- |
| 2019   | EG 0,0 Marc VDS | Energica | 6      | 1     | –       | 1       | 1     | 1            | 63     | 5.       |
| 2020   | EG 0,0 Marc VDS | Energica | 7      | –     | 2       | –       | –     | –            | 75     | 4.       |
| Gesamt | Gesamt          | Gesamt   | 13     | 1     | 2       | 1       | 1     | 1            | 128    |          |